# Fontaine d'Orchaise
La fontaine d'Orchaise est une grotte de la commune de Valencisse, département de Loir-et-Cher.

## Spéléométrie
La dénivellation de la cavité est de 13 m pour un développement de 1 175 m.

## Géologie
La grotte se développe dans la craie à silex d'âge sénonien (Crétacé).
La cavité est constituée de deux étages : inférieur et supérieur. Dans l'étage inférieur, coule une rivière souterraine à l'origine de la  formation de la grotte, alors qu'on observe dans l'étage supérieur de nombreuses formes en chenaux de voûte et des blocs déchaussés qui caractérisent l'étage fossile de la cavité.

## Historique
La cavité est mentionnée dès 1682 ; elle aurait été exploitée pour son argile dite « terre sigillée » dont on ignore les vertus thérapeutiques ou médicinales.
Les premiers récits relatant l'exploration de la grotte datent de 1825, la grotte est alors reconnue jusqu'à 170 m de l'entrée. En 1894, F. Robert publie une première description de la grotte jusqu'à 210 m de l'entrée. En 1942, Jean Mauvisseau  s'intéresse à la grotte d'Orchaise ; avec Philippe Renault et les Scouts de France, ils atteignent le siphon terminal en 1948. De 1943 à 1949, Jean Mauvisseau lève le plan de 720 mètres de galeries.

## Bélier hydraulique
Dès l'entrée de la grotte, un barrage-réservoir de plus de 2 m de profondeur constitue un obstacle pour le spéléologue. il s'agit d'un aménagement de la fin du XIXe siècle destiné à l'approvisionnement en eau du village d'Orchaise. En effet jusqu'au début des années 1950, le bourg était encore alimenté par l'eau de la fontaine. Pour remonter l'eau jusqu'au village, situé 60 m au-dessus de la source, la commune d'Orchaise (Valencisse) a fait installer un bélier hydraulique présentant l'avantage de n'utiliser que l'énergie naturelle du courant d'eau.